# 瑞典皇家工程科学院
瑞典皇家工程科学院（瑞典語：Kungl. Ingenjörsvetenskapsakademien (IVA)），是瑞典最高工程学学术团体。

## 学院简介
瑞典皇家工程科学院建立于1919年，由瑞典国王古斯塔夫五世创立。瑞典皇家工程科学院是瑞典最重要的国家学院之一。该学院是独立机构，旨在促进瑞典及国际间的工程学合作及交流，促进工业、商业、研究、和政府间的接触和交流。
瑞典皇家工程科学院是建立最早的国家工程院之一，现有院士约1000名，海外院士（外籍院士）约250人。

## 华人院士
- 郭可信
- 高锟
- 宋健（中华人民共和国国家科委主任、中国工程院院长）
- 徐冠华（中华人民共和国科技部部长）
- 徐匡迪（中国工程院院长）
- 周济（中国工程院院长）
- 郭雷
- 顾秉林
- 吴志强
- 娄永琪